# 川の上バイパス
川の上バイパス（かわのかみバイパス）は、宮城県石巻市を通る国道45号のバイパス道路である。

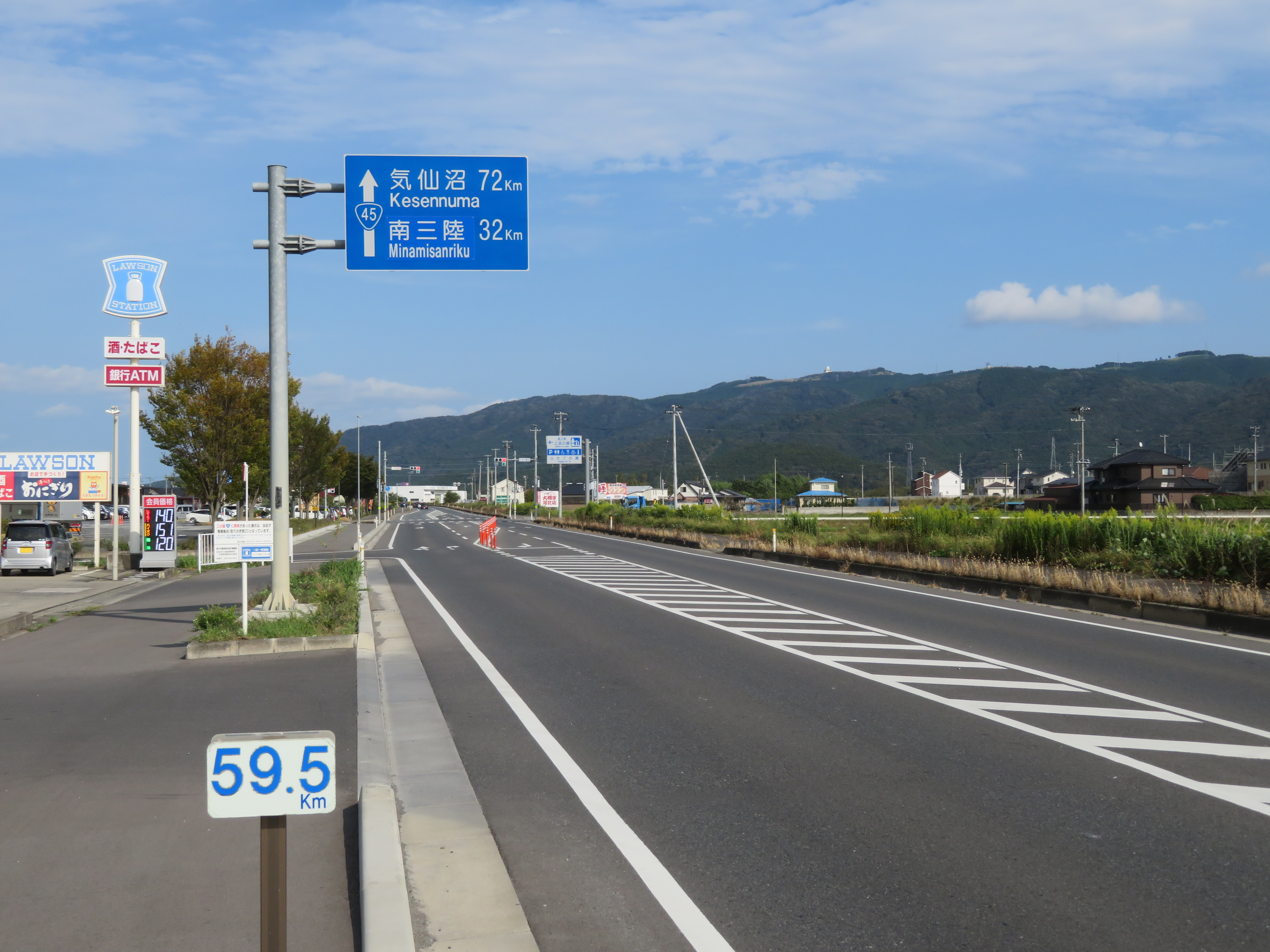
宮城県石巻市小船越二子北下付近

## 概要
三陸沿岸道路河北ICのアクセス道路として2001年に開通。従来はT字路で、ボトルネックになっていた天王橋北側の交差点を改良することによって、天王橋前後の慢性的な渋滞を緩和した。
2005年には道の駅上品の郷も開業し、沿道は石巻北部の交通拠点としての整備がおこなわれている。

### 路線データ
- 起点：石巻市小船越字川前（天王橋交差点、三陸沿岸道路河北IC入口）
- 終点：石巻市小船越字山畑（道の駅上品の郷東）